# Gesellschaft für Technische Kommunikation
Die Gesellschaft für Technische Kommunikation e. V. (tekom) mit Sitz in Stuttgart ist ein Fach- und Berufsverband für Technische Dokumentation. 
Der Verband wurde 1978 gegründet und ist Mitglied in der European Association for Technical Communication (tekom Europe). Mit 9000 Einzelmitgliedern und 725 Firmenmitgliedschaften ist sie nach eigenen Angaben der größte europäische Verband der Branche. Ziel des Verbands ist, den Informations- und Erfahrungsaustausch sowie die Aus- und Weiterbildung seiner Mitglieder zu fördern und den Stellenwert der Technischen Kommunikation in Unternehmen und in der Öffentlichkeit zu erhöhen. Die technische Kommunikation spielt eine entscheidende Rolle für den Erfolg eines Produktes und somit des Unternehmens. Sie ist Teil der internen Dokumentation und bedeutender Teil der externen Dokumentation, deren Ergebnis eine verständliche Gebrauchsanleitung ist.

## Geschichte
Die Tekom wurde am 24. Mai 1978 unter dem Namen „Gesellschaft für technische Kommunikation e. V.“ gegründet. Am 5. Mai 2008 gab es eine Namensänderung zu „Gesellschaft für Technische Kommunikation - tekom e. V.“. In Abgrenzung auf die Gründung der „European Association for Technical Communication - tekom Europe e. V.“ wurde der Name am 3. Februar 2015 letztmalig zu „Gesellschaft für Technische Kommunikation - tekom Deutschland e. V.“ geändert.
European Association for Technical Communication - tekom Europe e. V. wurde im November 2013 in Wiesbaden von Vertretern der tekom Deutschland, der ehemaligen tekom-Ländergruppen und des italienischen Verbandes COM&TEC sowie der TECOM Schweiz gegründet. tekom Europe ist als Lobbyorganisation im Europäischen Transparenz-Register eingetragen. Die tekom Europe hat 15 Landesverbände.

## Tagungen
Jährlich finden zwei mehrtägige Tagungen statt, die jeweils mit einer Messe verbunden sind.
Die Jahrestagung findet jährlich im November statt. Tagungsort ist seit 2014 die Messe Stuttgart. Vorher fanden die Herbsttagungen in den Rhein-Main-Hallen in Wiesbaden statt, die seit Sommer 2014 wegen Abriss und Neubau nicht mehr zur Verfügung standen. Tagung und Messe wurden 2014 von 4100 Personen besucht, 188 Unternehmen stellten aus (2013: 3700 Besucher, knapp 200 Aussteller; 2012: 3700 Besucher, 194 Aussteller; 2011: 3400 Besucher).
Die zweitägige Frühjahrstagung findet an jährlich wechselnden Veranstaltungsorten statt, beispielsweise 2014 in Augsburg, 2015 in Darmstadt, 2016 in Berlin und 2019 in Wien. Sie ist verglichen mit der Herbsttagung deutlich kleiner: 2014 besuchten 850 Personen die Tagung und Messe in Augsburg, auf der 42 Unternehmen ausstellten (2013 in Münster: 657 Besucher, 44 Aussteller; 2012 in Karlsruhe: 557 Besucher, 38 Aussteller).

## Aus- und Weiterbildung
Als Berufsverband im Umfeld der technischen Kommunikation engagiert sich die tekom stark für die Qualifizierung der Berufstätigen und Berufseinsteiger. In der Kooperation mit verschiedenen Weiterbildungsträgern bietet sie mit dem tekom-Zertifikat einen Qualifikationsnachweis für den Beruf Technischer Redakteur / Technische Redakteurin. Die Zertifizierung basiert auf einer Prüfung in den Leveln Professional und Expert. Um allen Technischen Redakteurinnen und Technischen Redakteuren potenzielle Jobprofile und Spezialisierungsmöglichkeiten aufzuzeigen, hat die tekom einen Kompetenzrahmen erarbeitet.